# Sint-Eusebiusparochie
De Sint-Eusebiusparochie is een rooms-katholieke parochie in de Gelderse plaatsen Arnhem, Velp, Rozendaal, Rheden, De Steeg en Dieren. Ze bestrijkt daarmee een groot gedeelte van de Veluwezoom. De parochie heeft beschikking over vier kerkgebouwen, een kapel en twee inloopcentra. In Arnhem-Noord ligt trappistinnenabdij Koningsoord.
Naamgever van de parochie is de St. Eusebius van Rome, een Romeinse martelaar uit de tweede eeuw en patroon van de stad Arnhem. Het naar hem vernoemde kerkgebouw werd omstreeks 1578 protestants. In 1864 werd de Kleine Eusebiuskerk gebouwd. Deze werd in 1990 gesloopt.

## Overzicht kerkgebouwen
- Sint-Lucaskerk, Elden/Arnhem-Zuid
- Sint-Martinuskerk, Arnhem-Centrum
- Emmäuskapel, Arnhem-Zuid
- Emmäuskerk, Dieren
- O.L.V. Visitatiekerk, Velp

## Afbeeldingen

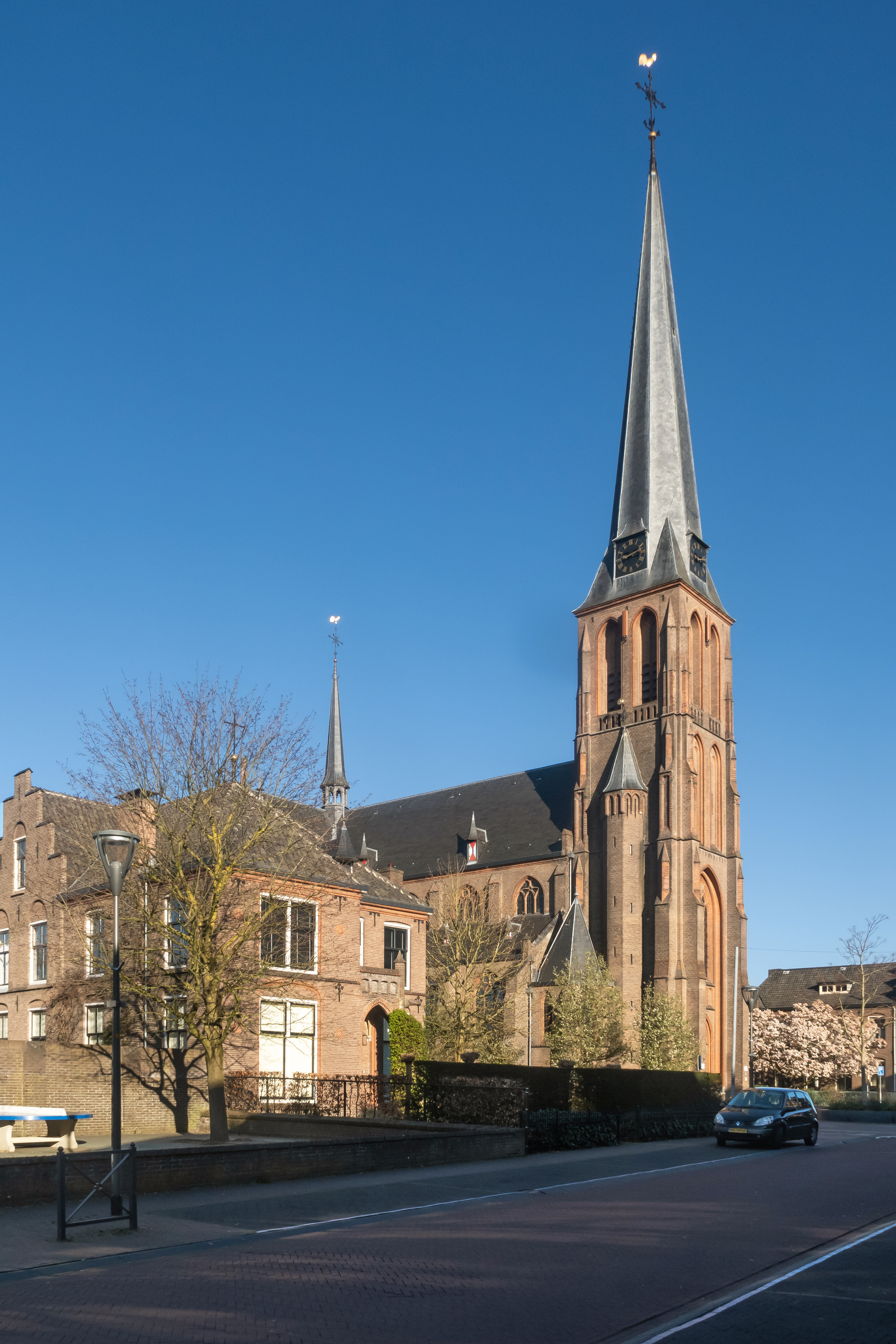
O.L.V. Visitatiekerk, Velp
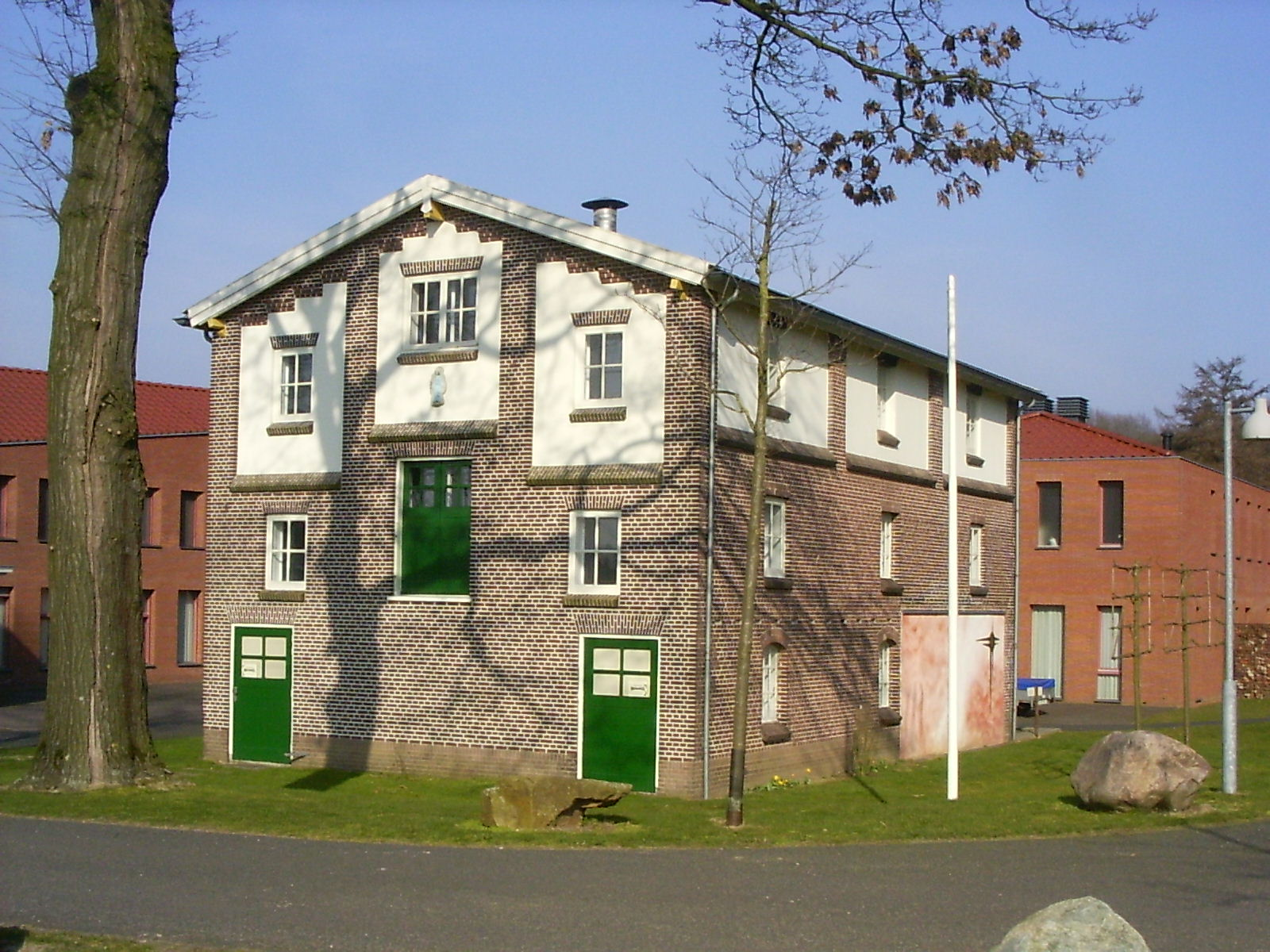
Monumentaal graanpakhuis op het kloosterterrein van Koningsoord